# کوه‌نگین گلوسفید
کوه‌نگین گلوسفید (نام علمی: Lampornis castaneoventris) گونه‌ای مرغ مگس در تبار کوه‌نگین‌تباران (Lampornithini) از زیرتیرهٔ مگس‌مرغیان (Trochilinae) است. این گیاه بومی ارتفاعات کاستاریکا و پاناما است.